# Proclamation Taikyō
La Proclamation Taikyō (大教宣布, Taikyō senpu) est une décision prise au nom de l'empereur Meiji le 3 février 1870. Elle fixe le Shintō comme religion officielle de l'état et consacre le caractère divin de l'empereur,.

## Historique
À la suite de la restauration de Meiji, les adeptes de la philosophie de Hirata Atsutane, partisans d'un retour au Shinto antique et d'une fusion entre l'État et le religieux, sont de plus en plus influents. Le 8 juillet Meiji 2 (1869), le bureau de la mission est institué au sein du Jingi-kan. Nakayama Tadayasu en est nommé secrétaire et Fukuba Bisei vice-secrétaire.
La proclamation est réalisée au nom de l'empereur avec pour idée de "promouvoir la voie des Dieux". Elle cherche à encourager la pratique du Shinto parmi la population et lui donne une protection officielle. C'est également un rejet du christianisme.
Cependant, le chaos causé par la campagne Haibutsu kishaku, le fait que les hans dirigées par des officiels bouddhistes ou confucéens avaient encore beaucoup de pouvoir, les conflits internes au Jingi-kan et la pression des Européens pour la fin de l'oppression des chrétiens empêchèrent la mise en place du Shinto comme religion d'État. Le 21 avril 1872 (14 mars Meiji 5), le Jingi-shou (successeur éphémère du Jingi-kan) et le bureau de la mission sont abolis, et une reconsidération de la proclamation Taikyō est imposée. Pour réfléchir à une nouvelle ligne en matière de religion, le Taikyōin est institué l'année suivante.

## Sources